# Gaučo
Gaučo (španjolski: Gaucho, portugalski: gaúcho) je riječ s više različitih značenja. U povijesnom smislu, gaučo je naziv za čuvara na konju velikih stada konja i goveda u pampama Južne Amerike, točnije je na području Argentine, Urugvaja i brazilske savezne države Rio Grande do Sul. Odgovara američkom kauboju.
Danas se u Argentini i Urugvajom gaučom naziva stočar koji se na tradicionalan način bavi govedarstvom. Budući da su gauči bili vrlo hrabri i odvažni ljudi, riječ u prenesenom značenju (metafori) označava odvažnog, velikodušnog i hrabrog čovjeka.
Gaučo može označavati i mješanca između Indijanke i Španjolca, što se ponekad smatra i pogrdnim izrazom pa čak i uvredom.
U portugalskom jeziku riječ gaúcho (s preglasom) označava stanovnika brazilske dražve Rio Grande do Sul ili argentinskih pampa čiji su roditelji bili Europljani (uglavnom Španjolac) i Indijanka te su se bavili stočarstvom.
U pogrdnom ili društveno-ekonomskom smislu, gaučo je siromašna osoba (Argentinac, Urugvajac ili Brazilac) koji preživljavanje isključivo bavljenjem tradicionalnim stočarstvom, ali s naglaskom na lošim uvjetima života i rada te djelomičnom isključenosti iz društva.
Gaučo je državni simbol Argentine i Urugvaja, a zauzima važno mjesto u južnoameričkoj književnosti, običajima i narodnim predajama gdje predstavlja junaka (gotovo ideal) zahvaljujući kojemu su opstali Indijanci) unatoč Kolonizaciji Južne Amerike od strane Španjolaca i Portugalaca.

## Knjižna građa
- Adelman, Jeremy (svibanj 1993.), Osvrt, novine latinoameričkih studija, 25, Cambridge University Press, str. 410–2. (engl.)
- Arnoldi, Henry; Hernández, Isabel (1986.), 'Amor tirano: antología del cancionero tradicional amoroso de Argentina, Ediciones del Sol, ISBN 9789509413030. (šp.)
- Assunção, Fernando O. (2006.), Historia del gaucho, Claridad, ISBN 978-950-620-205-7. (šp.)
- Assunção, Fernando O. (1997.), Pilchas criollas, Emecé, ISBN 950-04-1121-0. (šp.)
- Collier, Simon (svibanj 1998.), Osvrt(i), novine latinoameričkih studija, 20, Cambridge University Press, str. 208–210. (engl.)

## Vanjske poveznice
- (šp.) Tierra de Gauchos - zemlja gauča  Arhivirana inačica izvorne stranice od 5. svibnja 2022. (Wayback Machine)
- (šp.) Argentinsko udruženje gauča
- (šp.) Folklor južne Argentine
- (port.) Movimento Tradicionalista Gaúcho - pokret tradicionalnih gauča  Arhivirana inačica izvorne stranice od 18. rujna 2007. (Wayback Machine)
- (port.) Página do Gaúcho - stranica o gaučima

|  | Zajednički poslužitelj ima još gradiva o temi Gaučo |